# Myospila frigoroida
Myospila frigoroida är en tvåvingeart som beskrevs av Qian och Feng 2005. Myospila frigoroida ingår i släktet Myospila och familjen husflugor. Inga underarter finns listade i Catalogue of Life.